# Johann Georg Christoph Neide

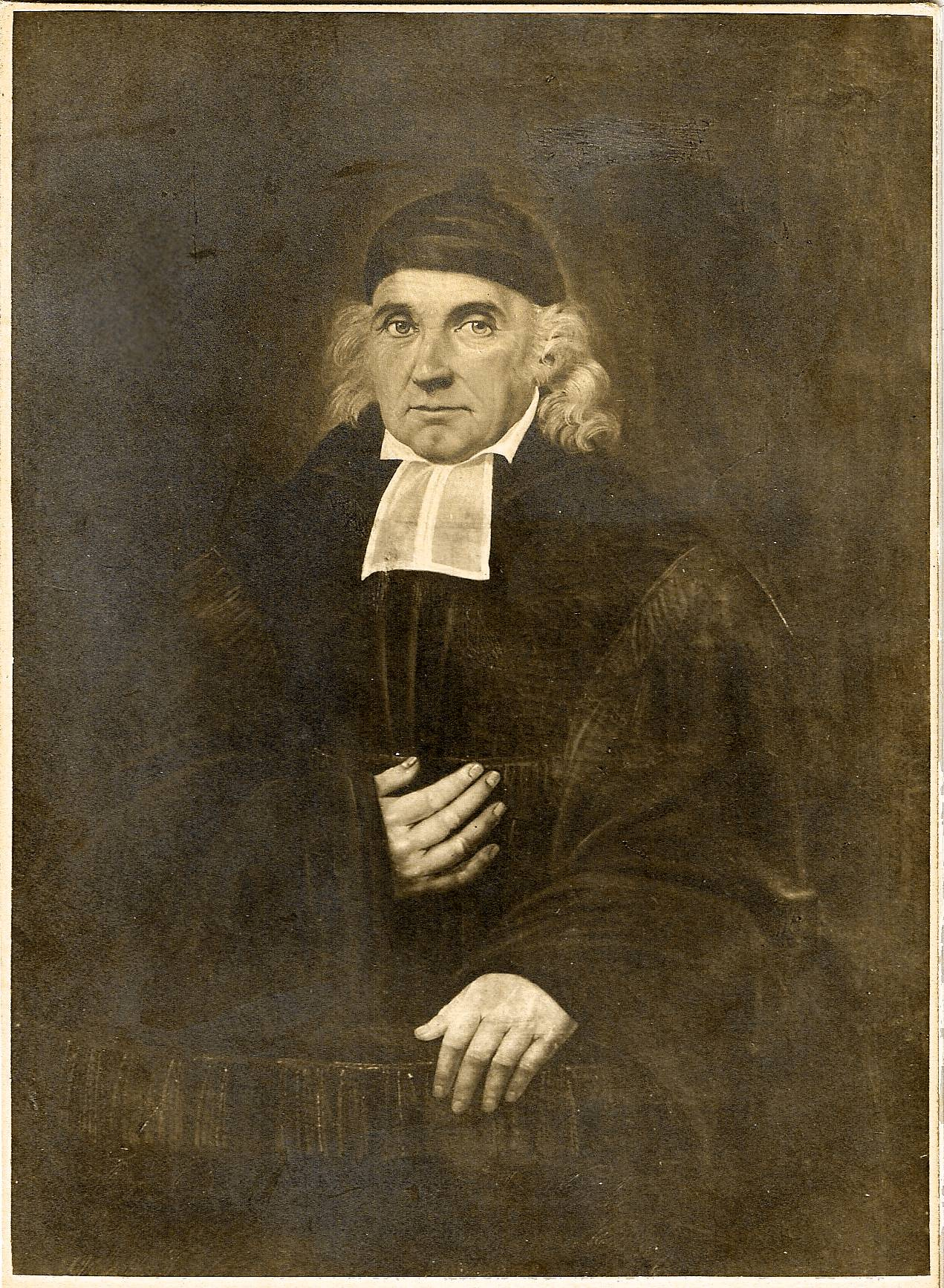
Johann Georg Christoph Neide – Fotografie um 1900 nach einem Ölgemälde von 1827

Johann Georg Christoph Neide (* 7. Juni 1756 in Magdeburg; † 30. November 1836 in Giebichenstein bei Halle (Saale)) war ein deutscher Pädagoge, evangelischer Theologe und pädagogischer Schriftsteller.

## Familie
Johann Georg Christoph (JGC) Neide ist Spross einer seit dem 16. Jahrhundert in Wittenberg nachweisbaren, evangelisch-lutherischen Fischerfamilie, der auch sein Großonkel, der Leibarzt Johann Christoph Neide entstammte.
Dessen jüngerer Bruder Johann George I. Neyde (get. Wittenberg 16. Juni 1688; † unbekannt) war der Großvater von JGC Neide. Dieser siedelte aus nicht bekannten Gründen nach Soest in Westfalen über, wo ihm zwei Söhne geboren wurden.
Der jüngere Sohn, Johann Henrich starb nach nur 12 Tagen (* 7. Dezember; † 19. Dezember 1724).
Der zweite Sohn Johann Georg II. Neyde (get. 28. November 1725 Soest, St. Petri; † unbekannt) war später Bürger zu Magdeburg und heiratete am 10. Februar 1754 im dortigen Dom die Witwe Anna Dorothea Kuntze, geb. Fischer.
JGC Neide war deren einziges Kind. In seiner Geburtsurkunde wird sein Vater als Arbeitsmann bezeichnet. JGC Neide wurde am 13. Juni 1756 im Dom zu Magdeburg getauft.

### Erste Ehe und Nachkommen
Die erste Eheschließung erfolgte am 29. August 1780 in der Jakobskirche mit Friederike Elisabeth Mohr (* 1750, † 1800), der Tochter seines Schulkollegen am Stadtgymnasium, Johann Gottfried Mohr (* 1. März 1716; † unbekannt).
Aus dieser Ehe gingen acht Kinder hervor, wovon drei Kinder vermutlich sehr früh verstarben, da sie nicht im Genealogischen Handbuch aufgeführt sind.
Der älteste Sohn war der Armenarzt Friedrich August Neide, Ehemann von Maria Neide.
Der zweite Sohn, Johann Georg Karl (* 8. Juni 1785 in Magdeburg; † 19. September 1834 in Lublinitz) war Apotheker, pachtete zunächst die Apotheke in Nikolai/Oberschlesien und war ab 1815 Apothekenbesitzer in Lublinitz/Oberschlesien.
Die Töchter Wilhemine (1782–1858), Friederike Johanna (1788–1856) und Karoline Emilie (1793–1865) waren mit den Breslauer Universitäts- und Gymnasial-Professoren Adalbert Kayssler (1769–1821), Joseph Johannes Rohowski (1775–1853) bzw. Johann Christian Friedrich Schaub (1786–1855) verheiratet.

### Zweite Ehe und Nachkommen
Die zweite Ehe schloss JGC Neide am 5. Oktober 1810 mit Christiana Elisabeth Zieme (* 30. Juni 1786 in Magdeburg; † 5. September 1853 in Essen), Tochter des George Abraham Zieme, Bürger und Kaufmann zu Magdeburg, und Christiane Elisabeth Müller. Sie hatten zusammen sechs Kinder.
Die älteste Tochter, Johanne Marie Luise (1811–1888) ehelichte den Kölner Divisionspfarrer Guido Constantin Hoffmann (1810–1847). Der älteste Sohn Georg Adalbert Ferdinand (1813–1882) war Rittergutsbesitzer auf Seschwitz bei Breslau. Der zweite Sohn, Gustav Adalbert (1817–1883) wirkte als Pfarrer auf dem Michaelsberg bei Siegburg, dessen Abteikirche ab 1829 als Simultankirche auch den evangelischen Christen zur Verfügung stand, ferner in Friedeburg (Saale) und Spören. Dessen ältester Sohn, Dr. Paul Siegfried Neide (1848–1928) war Gymnasialprofessor in Landsberg a.d.Warthe.
Der Pfarrer und Superintendent Karl Gottlieb Wächtler (1814–1894) heiratete die dritte Tochter, Auguste Emilie Neide (1822–1890). Eine ihrer Enkeltöchter, Maria Henriette Wächtler (1853–1915) war Gründerin des Maria-Wächtler-Gymnasiums in Essen.
Die Tochter Marie Adolfine (1819–1884) war unverheiratet. Das jüngste Kind, Adolf Georg (1824–1839), verstarb mit nur 14 Jahren.

## Ausbildung und Berufsleben
JGC Neide besuchte das Domgymnasium Magdeburg. Unmittelbar nach seinem Studium an der Friedrichs-Universität in Halle, wo er die Alten Sprachen und evangelische Theologie belegt haben dürfte, trat er am 17. Oktober 1777 seine erste Lehrerstelle als Collaborator an der Domschule seiner Geburtsstadt an. Er wirkte sodann am Stadtgymnasium (Altstädtisches Gymnasium) ab 1780 zunächst als dessen Subkonrektor, ab 1784 als Prorektor und seit 8. Februar 1792 als Rektor. Im selben Jahr wurde das Gymnasium aufgehoben und in eine Bürgerschule umgewandelt. Am 24. März 1798 wurde JGC Neide auch zum Garnisonsprediger berufen.
Im Zuge der durch den Oberbürgermeister August Wilhelm Francke (1785–1851) im Jahr 1817 eingeleiteten Schulreform unter dem Stadtschulinspektor Karl Christoph Gottlieb Zerrenner (1780–1851) wurde Neide von diesem in die Schulkommission berufen.
Als Adresse Neides ist aus dieser Zeit die damalige Schulstraße 1 in Magdeburg überliefert.
Ab 23. März 1819 war er erster Direktor der im Rahmen der Schulreform neu gegründeten Höheren Gewerbe- und Handlungsschule, später Realgymnasium zu Magdeburg, der heutigen Wilhelm-Raabe-Schule.
Am 4. September 1819 übernahm er die Pfarrstelle für die Gemeinden Giebichenstein und Kröllwitz an der Kirche St. Bartholomäus, die er 17 Jahre bis zu seinem Tod innehatte.

## Ehrungen

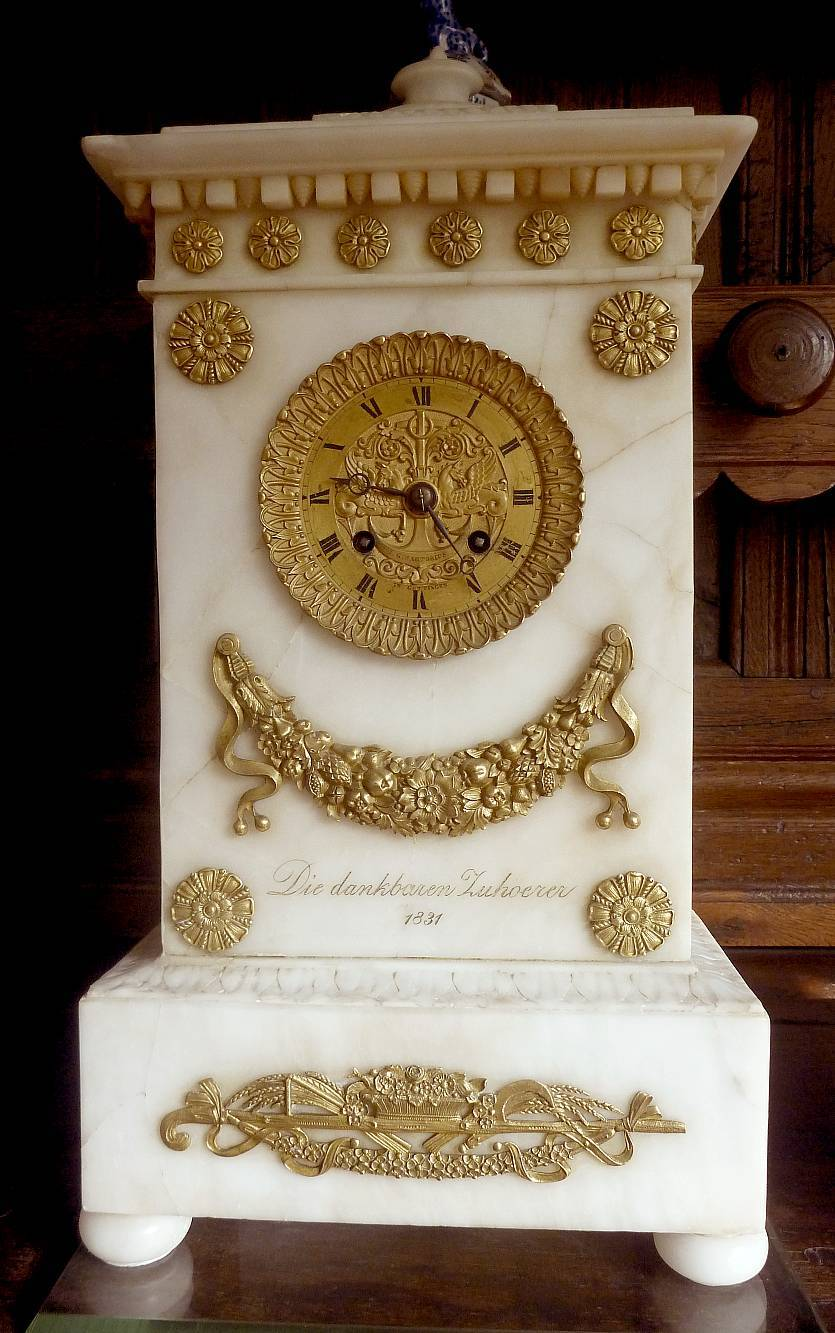
Uhr von 1831

Auf Vorschlag von Professor Sarpe wurde Neide am 12. November 1819 durch die Universität Rostock die philosophische Ehrendoktorwürde verliehen.
Anlässlich seines 50. Dienstjubiläums am 17. Oktober 1827 ließ die Kirchengemeinde ein Ölgemälde (siehe Foto oben) von ihm anfertigen.
Das Bild ist hinter der Kanzel in der Kirche St. Bartholomäus in Giebichenstein zu besichtigen. Ein zweites befand sich in der Stadtbücherei Magdeburg, ist aber verschollen.
Ferner wurde ihm der Rote Adlerorden 4. Klasse verliehen.
Im Jahr 1831 erhielt er von den Gemeinden Giebichenstein und Cröllwitz in Anerkennung seiner Verdienste als Pastor und Prediger eine Marmor-Uhr mit der Widmung: Die dankbaren Zuhoerer. Die Uhr befindet sich bis heute im Besitz von Nachfahren.

## Sonstiges
JGC Neide hinterließ eine Bibliothek, die 8.500 Bände umfasste.
Darunter befanden sich Bücher und Zeitschriften, Karten und Kupferstiche aus der Lebenszeit Neides, aber auch aus den vorausgegangenen Jahrhunderten, vereinzelt bis zurück in das 15. Jahrhundert. Es waren fast alle Wissensgebiete vertreten. Die Bibliothek war Teil einer Versteigerung am 4. Dezember 1837 von insgesamt 27.776 Bänden (siehe Literatur).

Grabinschrift

Im Besitz von Nachfahren befinden sich zwei von JGC Neide handschriftlich mit seinem Namen versehene Folianten mit Kupferstichen (Porträts von Theologen, Königen, Kurfürsten), die er für sich binden ließ. Sie wurden von seinem Enkel Dr. Paul Siegfried Neide (siehe oben – Zweite Ehe und Nachkommen) weitergegeben.
Neides Grab ist noch auf dem Friedhof von St. Bartholomäus in Giebichenstein vorhanden.

## Werke
Neide verfasste folgende pädagogischen, theologischen und altphilologischen Schriften, Predigten und Kommentierungen:
- 1777 (Leipzig, Dyk) Virgils Eklogen (Übers.)
- 1781 (Magdeburg, Pansa) Specimen novae Terentii editionis: praemittitur epistola ad Jo. Chph. Bremerum (Komm.)
- 1782 (Magdeburg, Creutz) Theophrast Charactere (Wortregister – Hrsg.)
- 1783 (Leipzig, Schwickert) Briefe für Kinder über die Werke der Natur, 1. Sammlung
- 1784 (Leipzig, Schwickert) Terenz : neu verdeutscht 1. Teil (Bearb.)
- 1785 (Ort, Verlag unbek.) Nachricht von gegenwärtiger Verfassung der magdeburgischen Stadtschule.
- 1787 (Leipzig, Schwickert) Terenz : neu verdeutscht 2. Teil (Bearb.)
- 1789 (Leipzig, Schwickert) Sokrates aus dem Griechischen des Xenophon (Übers.)
- 1790 (Leipzig, Schwickert) I. G. Sulzeri Descriptio Artium Et Disciplinarum (Vorw.)
- 1793 (Leipzig, Schwickert) Anthologie aus römischen Dichtern mit erklärenden Anmerkungen zum Gebrauch für Schulen (Hrsg.)
- 1797 (Züllichau, Friedrich Frommann) Über die Redetheile. Ein Versuch zur Grundlegung einer allgemeinen Sprachlehre (Digitalisat)
- 1798 (Magdeburg, Keil) Sammlung einiger Schulreden
- 1798 (Leipzig, Frommann) M. Tullii Ciceronis Tusculanarum Disputationum Libri Quinque, secundum textum Wolfianum edidit (Komm.)
- 1799 (Magdeburg) Nachricht von der neu eingerichteten magdeburgischen Bürgerschule
- 1801 (Magdeburg, Keil) Luther Kleiner Katechismus (Leitfaden – Bearb.)
- 1816 (Magdeburg, Creutz) Είρήνη: Drey griechische Fragmente zum Friedensfeste am 18. Januar 1816
- 1817 (Magdeburg, Pansa) Einige Gedanken über den höheren Zweck der Reformation, 1817.
- 1818 (Magdeburg) Luthers geistiges Bild: Eine Rede zur Feyer des Reformationsfestes am 1. November 1817 auf der Bürgerschule
- 1823 (Halle, Gebauer) Predigt am XXII. Sonntag nach Trinitatis (23.10.) 1823 nach dem Brande in Cröllwitz, zu Giebichenstein gehalten
- 1825 (Halle, Gebauer) Euclidis Elementorum, Zum Gebrauch an Gymnasien, nebst Glossar (Hrsg.)
- 1827 (Halle, Hemmerle u. Schwetschke) Predigt über Sirach 18, 1–9 (gehalten am 17. Oktober 1827 in Giebichenstein aus Anlass seines 50-jährigen Lehramtsjubiläums)